# Tetradenia riparia
A Tetradenia riparia é um arbusto da Botswana. É conhecida popularmente no Brasil como pluma-de-névoa (por causa de sua flores minúsculas, que recobrem totalmente o galho da floração) ou pau-de-incenso, (por causa de seu perfume, o que a faz ser confundida com a mirra (Commiphora myrrha).
Comumente cresce até 2.5m de altura e a floração somente acontece em regiões de clima subtropical ou temperado. Fora de seu habitat, é plantada em jardins como ornamental por causa de sua abundante floração decorativa e aromática. De crescimento rápido (chega a 80 cm por ano), a planta já florescerá em seu primeiro ano. Prefere solos e prefere rega ocasional no verão, e um pouco menos no inverno. Prefere sol pleno e regas regulares. Gosta de solos mais soltos, com bastante matéria orgânica, mas sem excesso de umidade. Adube anualmente caso esteja plantada em vaso.

## Propriedades medicinais
Já foram comprovadas atividades anti-maláricas no óleo essencial das folhas.

## Galeria

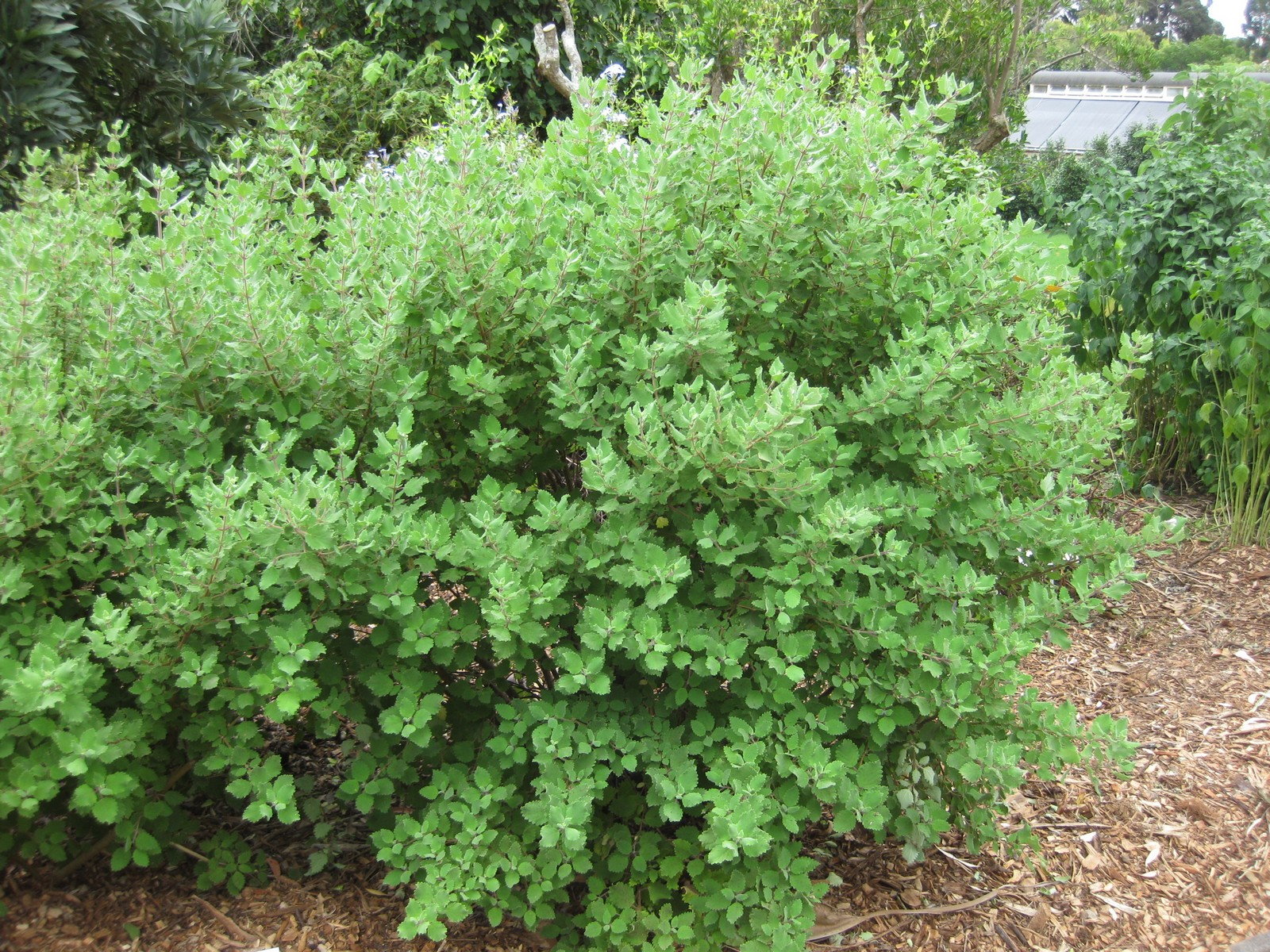
Nova folhagem na primavera
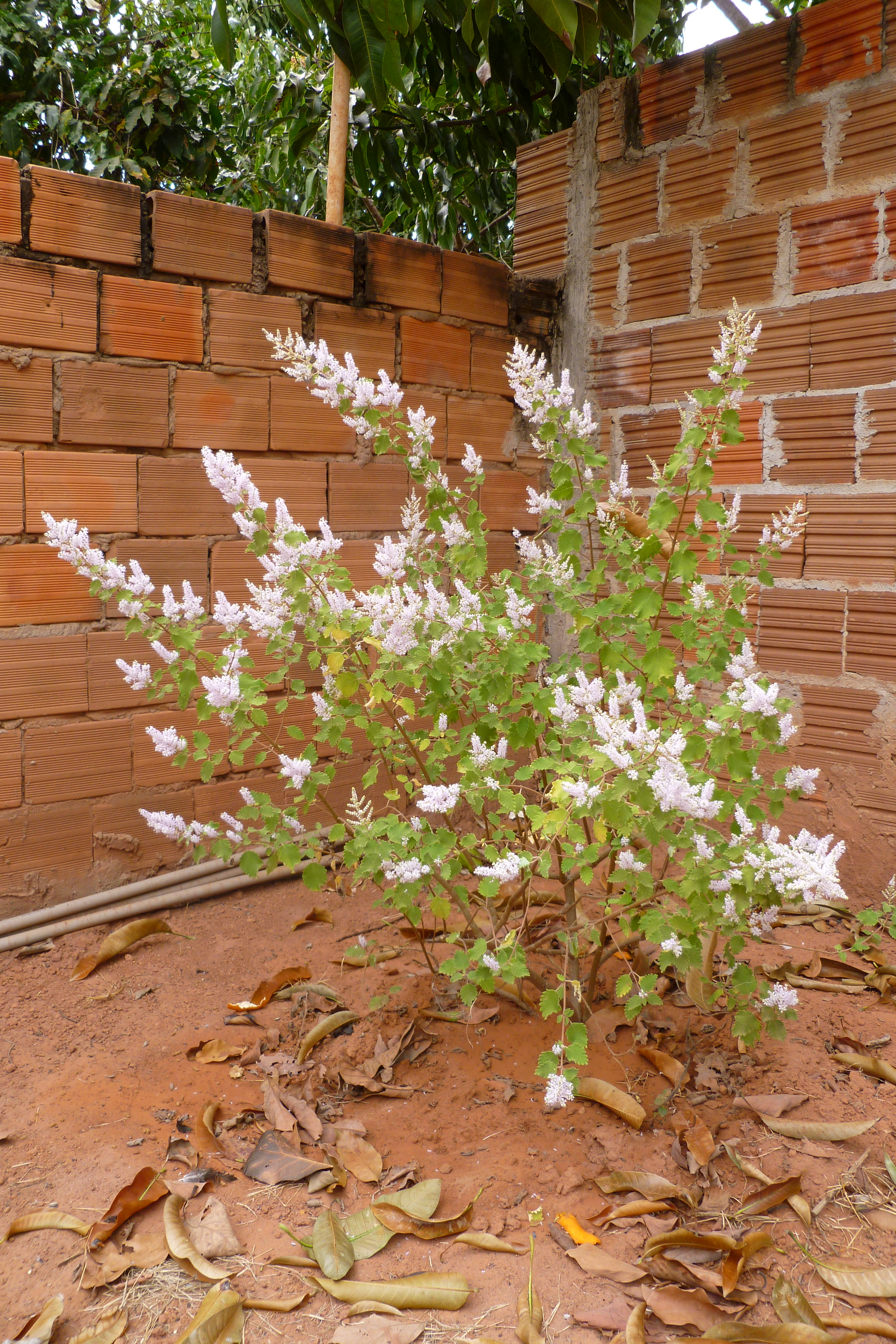
Exemplar de cultivo em jardim
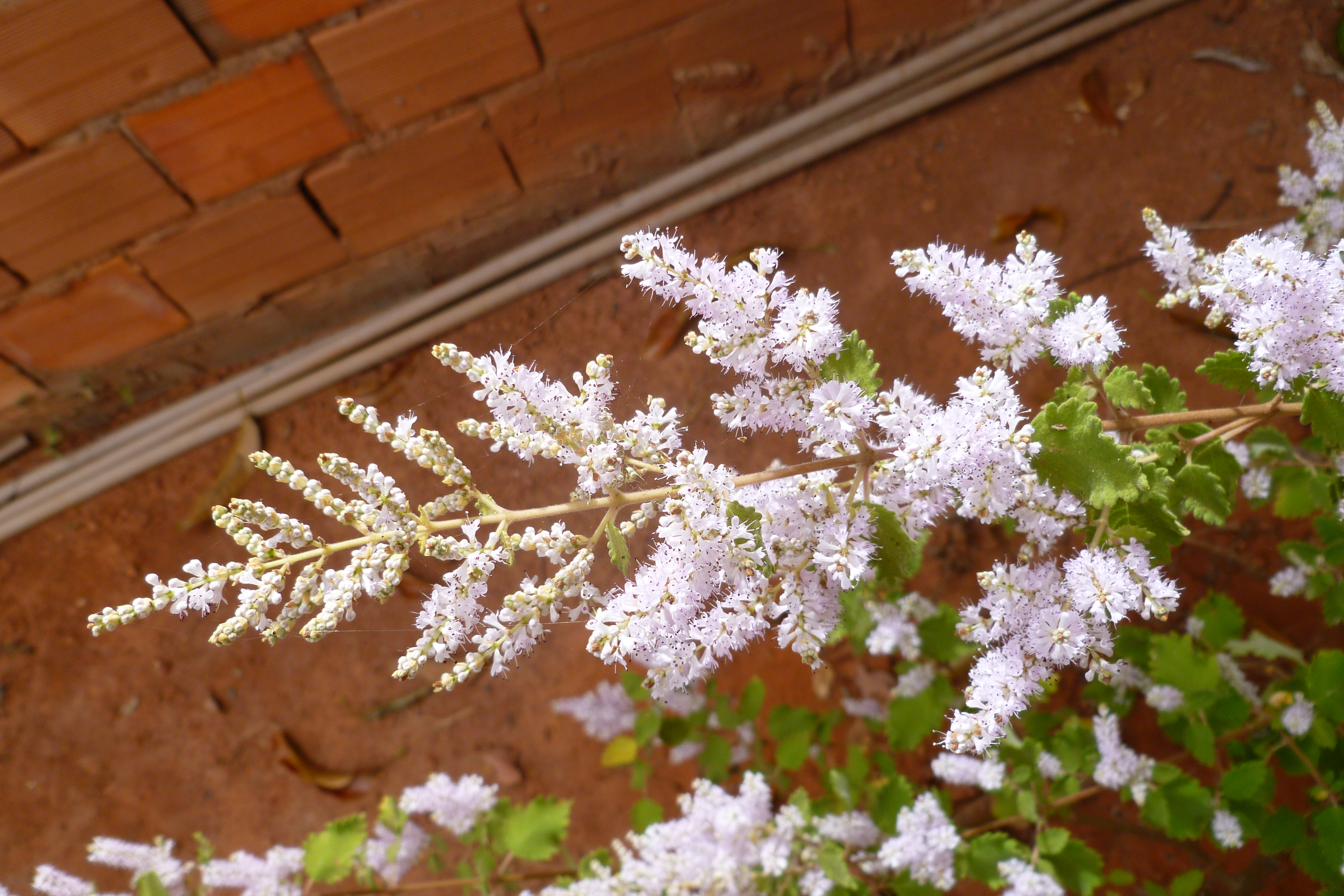
Floração da Tetradenia riparia
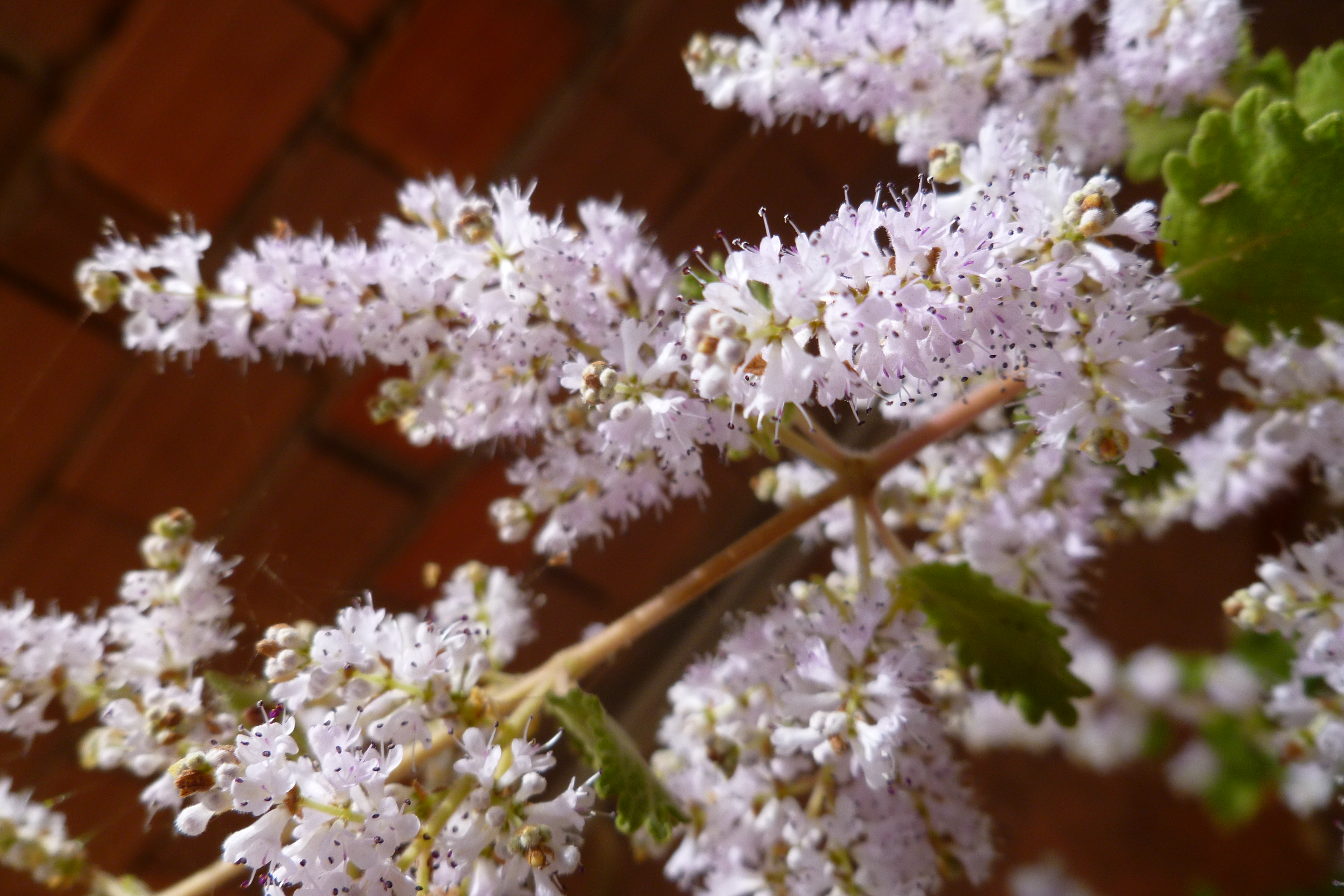
Detalhe da Floração da Tetradenia riparia
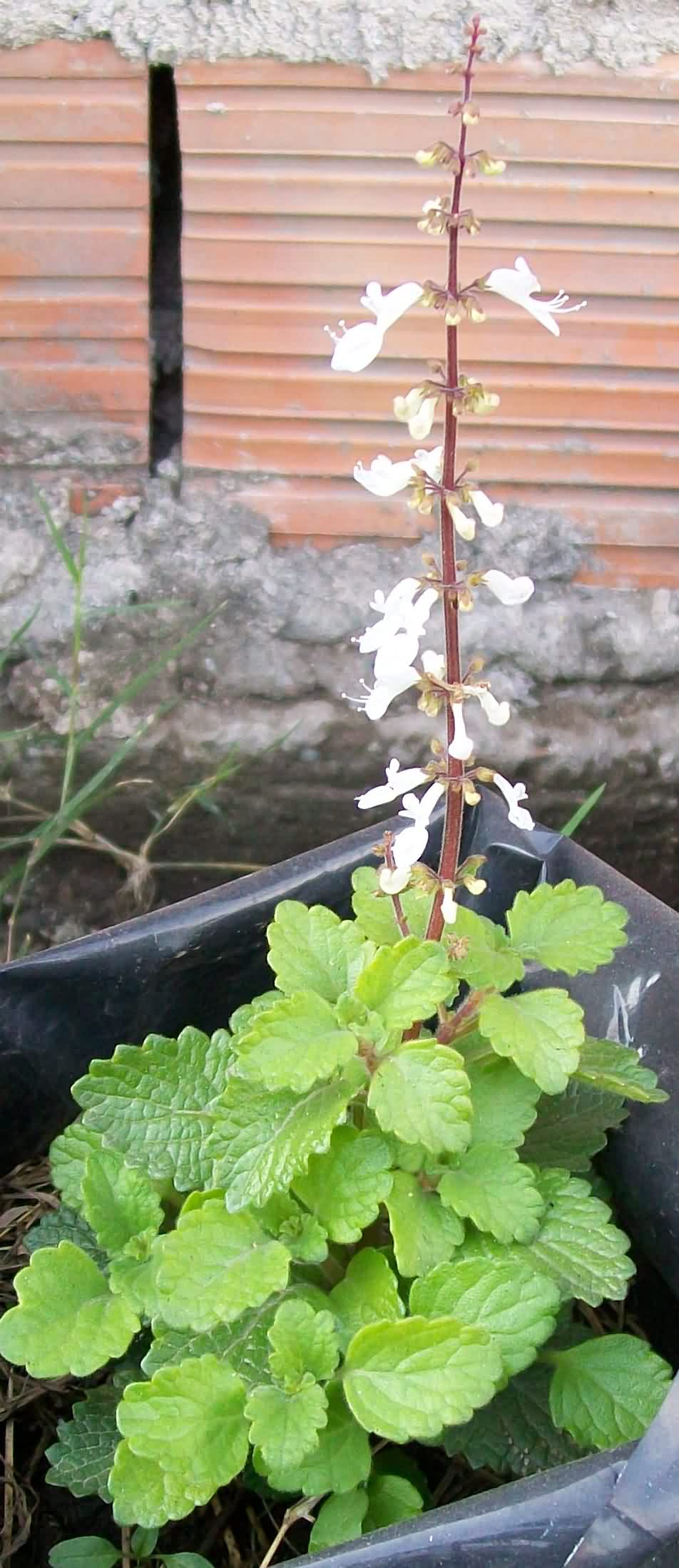
Estacas de Floração da Tetradenia riparia
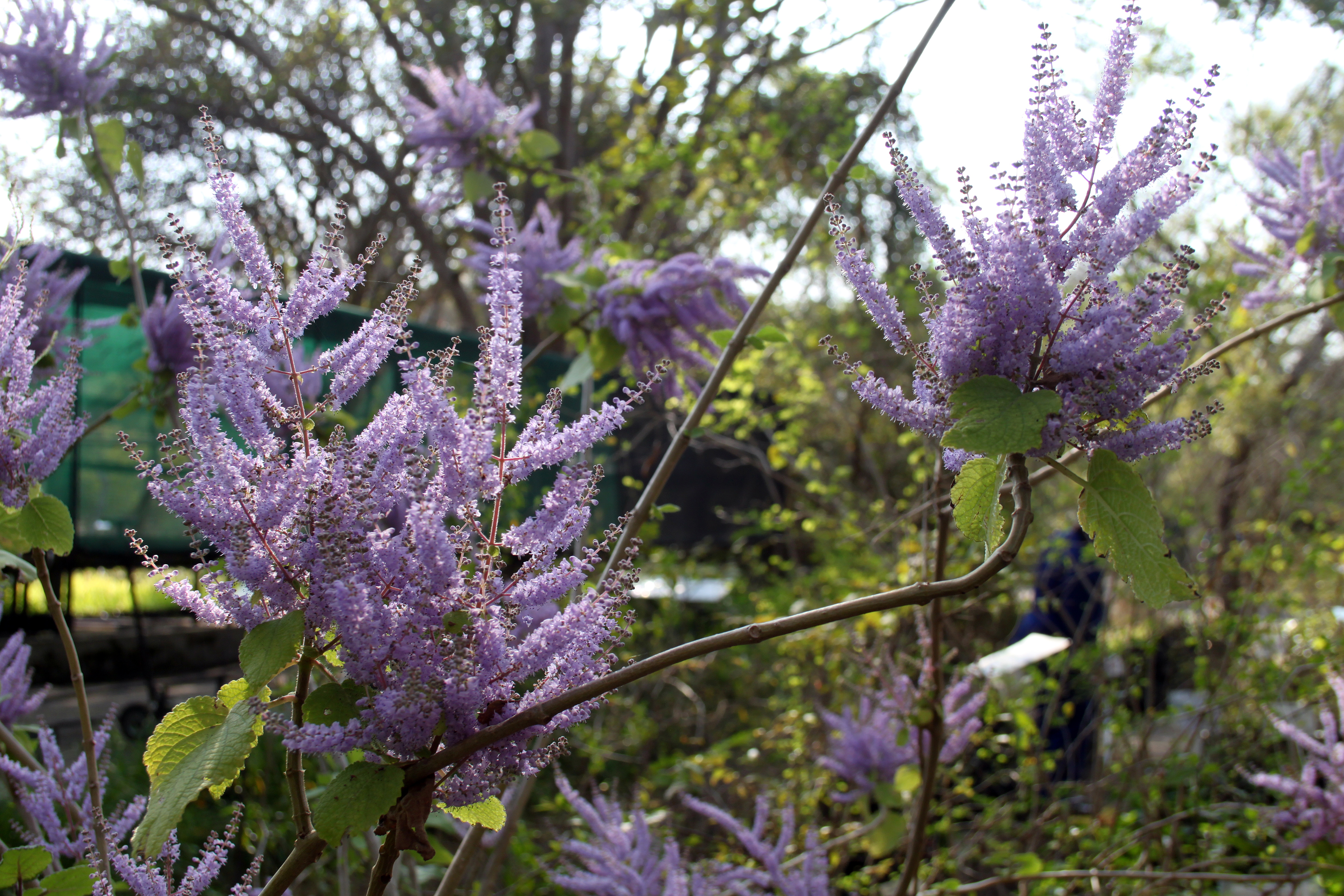
Variedade roxa encontrada no Kruger National Park
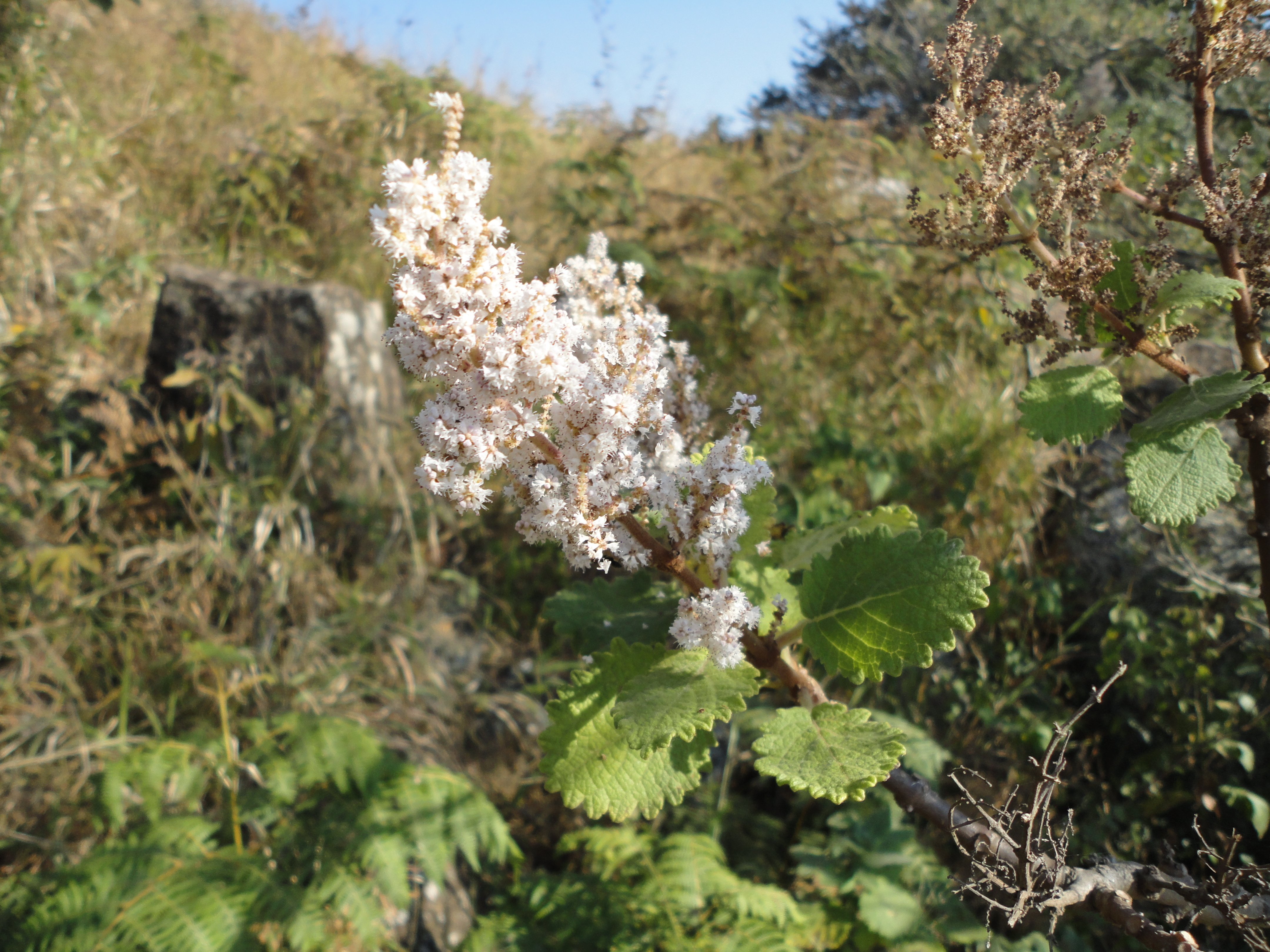
Tetradenia ripari em seu habitat natural (perto de Louwsburg, Cuazulo-Natal)
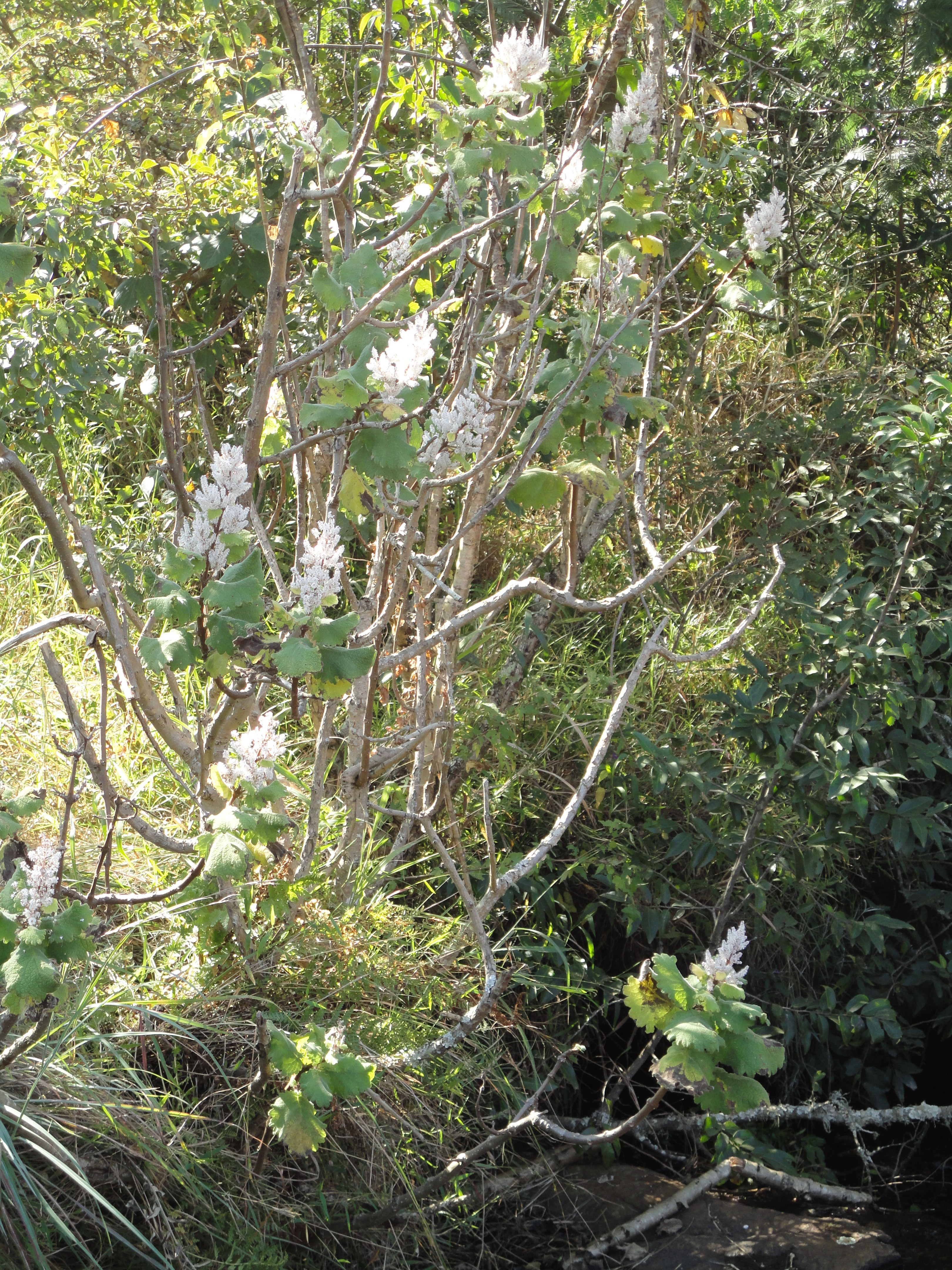
Um exemplar adulto ao lado de um córrego na montanha (perto de Louwsburg, Cuazulo-Natal, África do Sul)
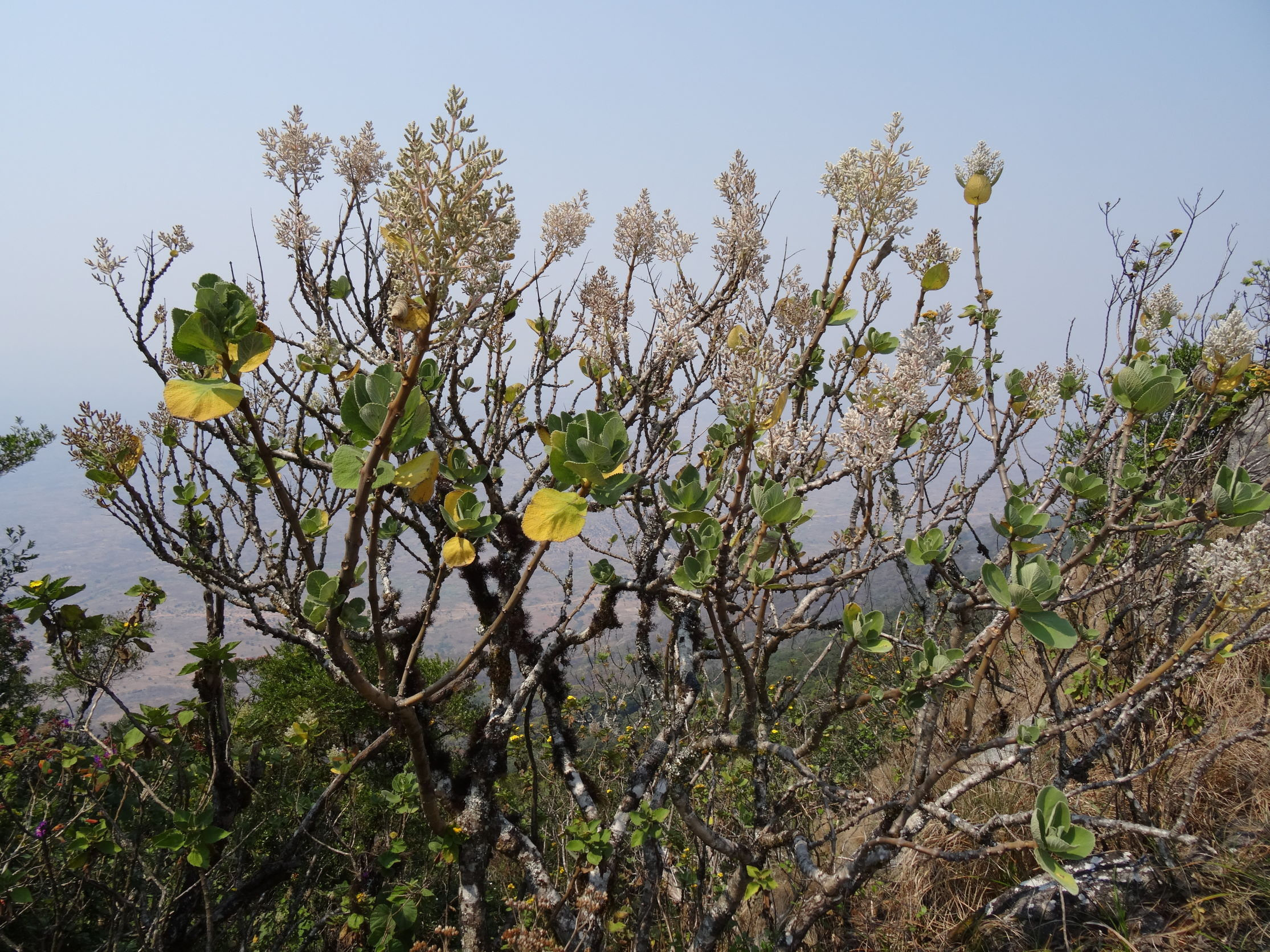
Tetradenia riparia in situ aos 1600m de  altitude (perto de Ribáuè, norte de Mozambique)